# Paranemastoma senussium
Espèce
Synonymes
- Nemastoma senussium Roewer, 1951

Paranemastoma senussium est une espèce d'opilions dyspnois de la famille des Nemastomatidae.

## Distribution
Cette espèce est endémique de Cyrénaïque en Libye. Elle se rencontre vers Koufra.

## Description
Le mâle holotype mesure 5,5 mm.

## Systématique et taxinomie
Cette espèce a été décrite sous le protonyme Nemastoma senussium par Roewer en 1951. Elle est placée dans le genre Paranemastoma par Schönhofer en 2013.

## Publication originale
- Roewer, 1951 : « Über Nemastomatiden. Weitere Weberknechte XVI. » Senckenbergiana, vol. 32, p. 95–153.